# Dame d'atours

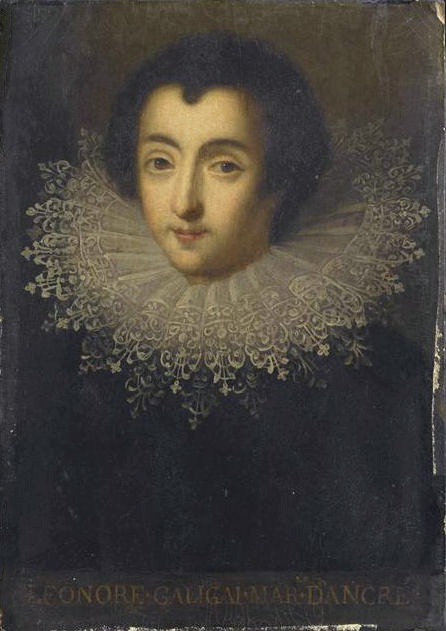
Leonora Dori Galigaï

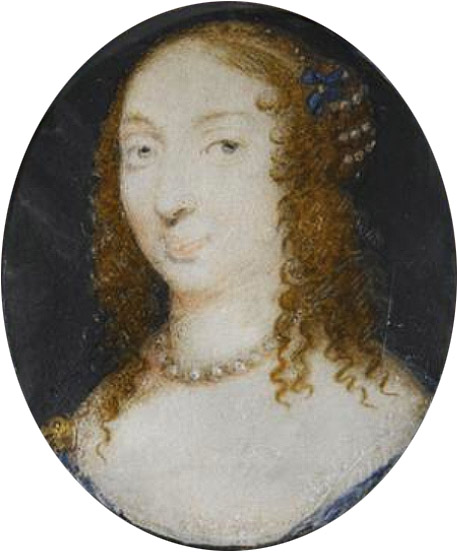
Marie dHautefort

Dame d'atour era um cargo na corte real francesa. Existiu em quase todas as cortes francesas a partir do século XVI. A dame d'atour era selecionada a partir de membros da alta nobreza francesa.

## História
Pelo menos a partir da coroação de Isabel da Baviera como rainha, passou a existir um cargo chamado demoiselle d'atour ou femme d'atour, mas este tinha sido, originalmente, o título das empregadas de quarto (câmara) da rainha e dividido por várias pessoas.
O cargo de Dame d'atour foi criado em 1534, e foi um dos mais prestigiados cargos entre as damas de companhia da rainha e dado somente aos membros da nobreza.
A Dame d'atour tinha a responsabilidade do guarda-roupa e das jóias da rainha e supervisionava o vestir da rainha e a equipa da femme du chambre (quarto da senhora).
Quando a Dame d'honneur estava ausente, era substituída pela dame d'atour como supervisor da equipa feminina da rainha.

## Lista deDame d'atourdas rainha de França

### Dame d'atour deLuísa de Lorena1575-1601
- 1575-1590: Louise de la Béraudière

### Dame d'atour deMaria de Médici1600-1632
- 1600-1601: Madame de Richelieu
- 1601-1617: Leonora Dori
- 1617-1619: Vago
- 1619-1625: Nicole du Plessis de Mailly, Marquesa de Brezé
- 1625-1631: Duquesa d'Aiguillon

### Dame d'atour paraAna de Áustria1615-1666
- 1615-1619: Luisa de Osório (juntamente com a Dame de Vernet)
- 1615-1626: Antonieta d'Albert de Luynes, Dame de Vernet (juntamente com Luisa de Osório)
- 1626-1626: Marie de la Rochefoucauld de Bauffremont, Marquesa de Séneçay
- 1626-1630: Madalena de Fargis
- 1630-1657: Catherine le Voyer de Lignerolles Bellay de la Flotte
- 1637-1639: Maria de Hautefort, 'Madame de Hautefort' (vice-dame d'atour, primeiro mandato)
- 1643-1644: Maria de Hautefort, duquesa de Schomberg (segundo mandato)
- 1657-1666: Louise Boyer, duquesa de Noailles

### Dame d'atour deMaria Teresa de Áustria1660-1683
- 1660-1683: Anne Marie de Beauvilliers, Condessa de Bethune

### Dame d'atour deMarie Leszczyńska1725-1768
- 1725-1731: Anne-Marie-Françoise de Sainte-Hermine, Condessa de Mailly
- 1731-1742: Francoise de Mailly, Duquesa de Mazarin
- 1742-1768: Amable-Gabrielle de Noailles, Duquesa de Villars

### Dame d'atour deMaria Antonieta1774-1792
- 1774-1775: Adelaide Diane Hortense Mancini, Duquesa de Cossé
- 1775-1775: Laure-Auguste de Fitz-James, Princesa de Chimay
- 1775-1781: Marie-Jeanne de Talleyrand, Duquesa de Mailly
- 1781-1790: Geneviève de Gramont, Condessa d'Ossun